# Simulium papuense
Simulium papuense är en tvåvingeart som beskrevs av Robert A.Wharton 1948. Simulium papuense ingår i släktet Simulium och familjen knott. Inga underarter finns listade i Catalogue of Life.